# Mimasura miltochristodes
Mimasura miltochristodes är en fjärilsart som beskrevs av George Francis Hampson 1918. Mimasura miltochristodes ingår i släktet Mimasura och familjen nattflyn. Inga underarter finns listade i Catalogue of Life.